# 국도 제24호선 (미국)

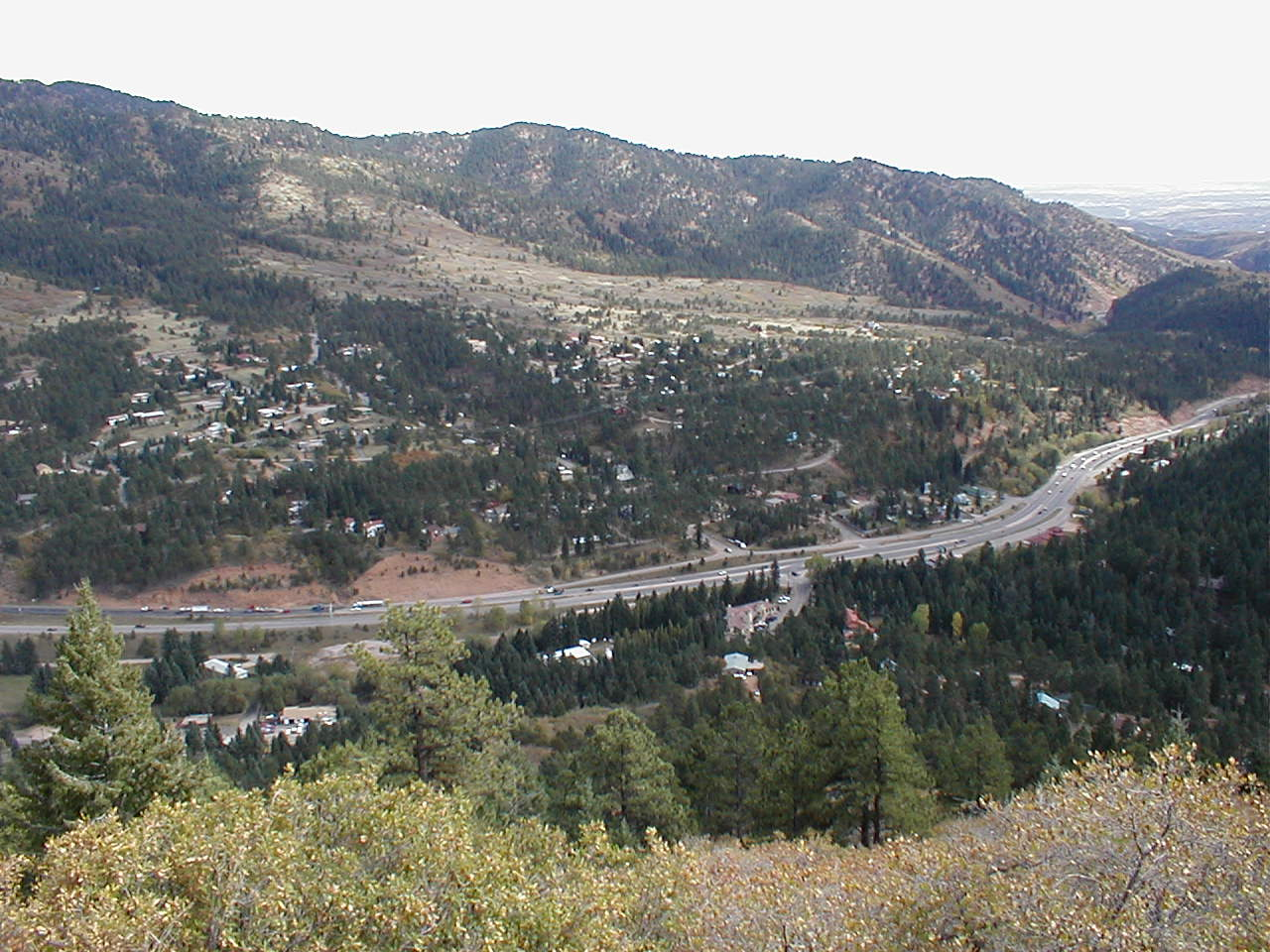
콜로라도주 캐스케이드에서 바라본 미국 24번 국도의 모습. 파이크 피크 하이웨이와도 관련이 있다.

국도 제24호선(U.S. Route 24)은 미국의 일반 국도로, 콜로라도주의 민턴에서 미시간주의 클라크스턴까지 이르고 있다. 지금의 시점상 해당 국도의 기점으로는 미시간주의 인디펜던스 타운십 (미시간주)에 위치하고 있으며, 이 곳에서는 주간고속도로 제75호선과 접촉한 반면, 종점으로는 콜로라도주의 민턴에 위치하고 있어 이 곳에서는 주간고속도로 제70호선과 직접 접촉한다. 또한 해당 국도로는 오하이오주와 미시간주 구간에서는 남북 방향에서 동서 방향으로 전향되는 것으로 드러난다.

## 접촉하는 도로

### 주간고속도로
- 주간고속도로 제70호선
- 주간고속도로 제25호선
- 주간고속도로 제435호선
- 주간고속도로 제635호선
- 주간고속도로 제670호선
- 주간고속도로 제35호선
- 주간고속도로 제29호선
- 주간고속도로 제172호선
- 주간고속도로 제474호선
- 주간고속도로 제74호선
- 주간고속도로 제39호선
- 주간고속도로 제55호선
- 주간고속도로 제57호선
- 주간고속도로 제65호선
- 주간고속도로 제69호선
- 주간고속도로 제469호선
- 주간고속도로 제475호선
- 주간고속도로 제75호선
- 주간고속도로 제94호선
- 주간고속도로 제96호선
- 주간고속도로 제296호선

### 일반 국도
- 국도 제6호선
- 국도 제285호선
- 국도 제85호선
- 국도 제87호선
- 국도 제40호선
- 국도 제287호선
- 국도 제385호선
- 국도 제83호선
- 국도 제283호선
- 국도 제183호선
- 국도 제281호선
- 국도 제81호선
- 국도 제77호선
- 국도 제75호선
- 국도 제59호선
- 국도 제73호선
- 국도 제69호선
- 국도 제169호선
- 국도 제71호선
- 국도 제65호선
- 국도 제63호선
- 국도 제36호선
- 국도 제61호선
- 국도 제67호선
- 국도 제136호선
- 국도 제150호선
- 국도 제51호선
- 국도 제45호선
- 국도 제52호선
- 국도 제41호선
- 국도 제231호선
- 국도 제421호선
- 국도 제35호선
- 국도 제31호선
- 국도 제224호선
- 국도 제33호선
- 국도 제30호선
- 국도 제27호선
- 국도 제127호선
- 국도 제23호선
- 국도 제20호선
- 국도 제12호선

## 관련 국도
- 국도 제124호선
- 국도 제224호선